# Bad Piggies
『Bad Piggies』（バッド・ピギーズ）は、ロビオ・エンターテインメントが開発したコンピュータゲームで、『アングリーバード』のスピンオフ。2012年9月27日に、iOS、Android、WindowsおよびMac向けにリリースされた。Windows PhoneとWindows 8向けにも発売される予定。

## 概要
『Angry Birds』シリーズの従来のゲームとは異なり、プレイヤーは豚を操作し、地上走行車両、飛行機、潜水艦などを組み立て、アングリーバードの卵を見つけるための地図の断片を探す。
通常レベルは合計60以上あり、その全てで3つ星を獲得することによって、30のボーナスレベルがプレイ可能になる。

## 発売

### 発売キャンペーン
本ゲームの発売キャンペーンの一環として、緑色の豚がバトルシー発電所（ロンドン）、シティグループ・タワー（上海）、台北101、香港に出現した。
発売後、わずか3時間でiTunes App Storeのトップに立った。

### 贋作
“Bad Piggies”がタイトルまたは説明に含まれる最低8個のプラグインがChrome Web Storeに登場した。これらはRovio Entertainmentの許可を得ておらず、アドウェアが同時にインストールされるようになっていた。このアドウェアの特徴は、Yahoo!、MSN、eBay、MySpace、IMDb、Disneyなどの人気サイトで広告を表示するのみでなく、パスワードなどのデータにもアクセスできるようになっていた。2012年10月2日までに8万人以上がこれらの贋作をインストールしていたが、その後、Google（Google Chromeの開発元）によってChrome Web Storeから取り除かれた。すでにインストールしてしまった利用者には、プラグインをアンインストールした上で各サイトでのパスワードを変更することが推奨されている。

## エピソード
Ground Hog Day
当初からあるエピソード。
When Pigs Fly
当初からあるエピソード。
Flight in the Night
2012年10月25日のアップデートで追加。

## アップデート
- 2012年10月25日（Version 1.1.0） - 『Flight in the Night』（15レベル）追加[9][10][11]。